# Михаило Аврамовић
Михаило Аврамовић (Смедерево, 16. новембар 1864 — Београд, 16. април 1945) био је српски публициста, научни радник и политичар.

## Биографија
Завршио је Велику школу у Београду. Био професор задругарства на Пољопривредном факултету. Сматра се оцем српског задругарства, како по практичном раду (основао је прве задруге крајем XIX века и више деценија председавао Главним савезом српских земљорадничких задруга), тако и по веома обимном публицистичком раду. На пољу задругарства је радио са Костом Главинићем.
Оснивач је земљорадничког задругарства у Србији. У Вранову код Смедерева основао је 1894. године прву земљорадничку задругу. Посебно је изучавао земљорадничко задругарство у Немачкој и Италији. Био је управник Савеза земљорадничких задруга у Србији, од оснивања 1895. до 1927. Учествовао је у оснивању Међународног задружног савеза у Лондону 1895. и био члан његовог централног одбора скоро до смрти. Покренуо је и уређивао први задружни лист у Србији: Земљорадничку задругу. Оснивач је Савеза земљорадника 1919. године. Биран је за народног посланика на изборима за Уставотворну скупштину 1920.
Данас његово име носи једна улица у београдском насељу Дедиње.

## Одабрана дела
- 1910. Аграрни покрет у Србији
- 1908. Сеоски радници
- 1911. Наша аграрна политика
- 1912. Држава и задругарство
- 1912. Земљорадничке задруге
- 1924. Тридесет година задружног рада
- 1928. Наше сељачко газдинство
- 1934. Шта се дешава у свету на задружном пољу
- 1941. Социологија задругарства